# 平江起义纪念馆
平江起义纪念馆位于湖南省岳阳市平江县。1982年，陈云为天岳书院题写“平江起义纪念馆”匾额。2007年初新建纪念馆，2008年7月正式开馆。由平江起义旧址、彭德怀铜像广场和平江起义史料陈列馆三部分组成。

## 组成
平江起义旧址原为天岳书院，为全国重点文物保护单位。1928年7月22日，彭德怀、滕代远、黄公略等在此领导和发动了平江起义。
平江起义史料馆在平江一中操场的南面，包括“举义平江城”“奔赴井冈山”“转战湘鄂赣”等内容。
彭德怀铜像广场位于起义旧址门前。彭德怀横刀立马铜像为1990年中共中央军委赠制。

## 展馆陈列
纪念馆内展出了图片200余幅，实物70余件，其中《分田册》为国家一级文物。
2018年提质改造后，馆内现有《彭德怀元帅生平业绩》《平江起义历史陈列》《平江县红色廉政文化展》《天岳书院历史沿革》《共和国不会忘记——平江籍失散老红军摄影展》等展览，展品有图片1200余幅，实物200余件。

## 相关
- 平江县第一中学
- 平江起义